# 다소 미라주 5

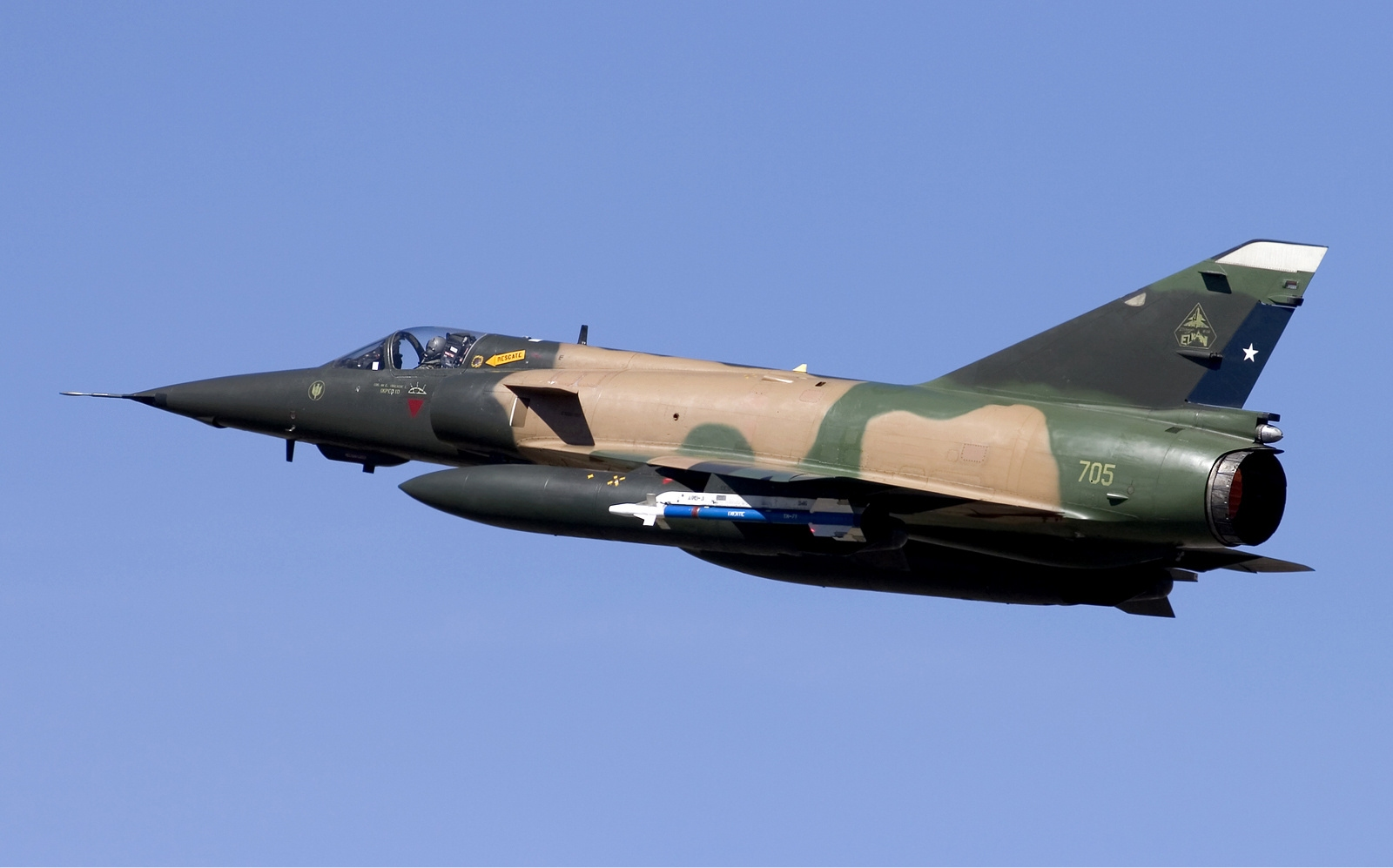
다소 미라주 5

다소 미라주 5(Dassault Mirage 5)는 프랑스의 1인승 단발엔진 공격기이다.

## 역사
1967년 5월 19일 초도비행했다. 다소 미라주 III가 레이더를 장착한 요격기인데, 이를 개량한 다소 미라주 5는 레이더가 없는 공격기이다.
최대이륙중량 13톤에 레이더가 없다. 따라서 한국의 TA-50 훈련기와 비슷하다. FA-50 전투기는 레이더가 있다.
레이더를 장착한 버전을 수출하기도 했다.
다소 미라주 III는 다소 미라주 2000 4세대 전투기로 발전했으며, 다소 미라주 5 공격기는 다소 미라주 2000N 핵공격기로 발전했다. 다소 미라주 2000 경전투기와 다소 미라주 2000N 경공격기는 다시 하나로 합쳐져 다소 라팔 중형 4.5세대 전투기로 발전했다.

## 제원 (Mirage 5F)
정보의 출처: Encyclopedia of World Military Aircraft
일반 특성
- 승무원: 1 명
- 길이: 15.55 m (51 ft 0¼ in)
- 날개폭: 8.22 m (26 ft 11⅝ in)
- 높이: 4.50 m (14 ft 9 in)
- 날개면적: 35.00 m² (376.8 ft²)
- 공허중량: 7,150 kg (15,763 lb)
- 최대이륙중량: 13,700 kg (30,203 lb)
- 엔진: 1× SNECMA Atar 09C 터보젯
  - 최대추력: 41.97 kN (9,436 lbf)
  - 재연소시추력: 60.80 kN (13,688 lbf)

성능
- 최대속도: Mach 2.2+ (2,350 km/h, 1,268 knots, 1,460 mph) at 12,000 m (39,400 ft)
- 순항속도: 956 km/h (516 knots, 594 mph)
- 전투행동반경: 1,250 km (675 해리, 777 mi) hi-lo-hi profile, payload two 400 kg bomb and max external fuel
- 최대항속거리: 4,000 km[2] (2,158 nmi, 2,485 mi)
- 상승한도: 18,000 m (59,055 ft)
- 상승률: 186 m/s (36,600 ft/min)

무장
- 기관포: 2× 30 mm (1.18 in) DEFA 552 기관포, 탄약 125발 각각
- 로켓: 2× Matra JL-100 drop tank/rocket pack, each with 19× SNEB 68 mm rockets and 66 US gallons (250 liters) of fuel
- 미사일: 2× AIM-9 사이드와인더 또는 마트라 R550 매직
- 폭탄: 4,000 kg (8,800 lb), 5개 외부 하드포인트, 정찰포드, 드롭탱크 포함

## 같이 보기
- 미라주 3
- 다소 미라주 2000
- IAI 네셔
- IAI 크피르
- 청두 J-7
- 미코얀-구레비치 MiG-21
- 수호이 Su-9
- 수호이 Su-11